# Pückler

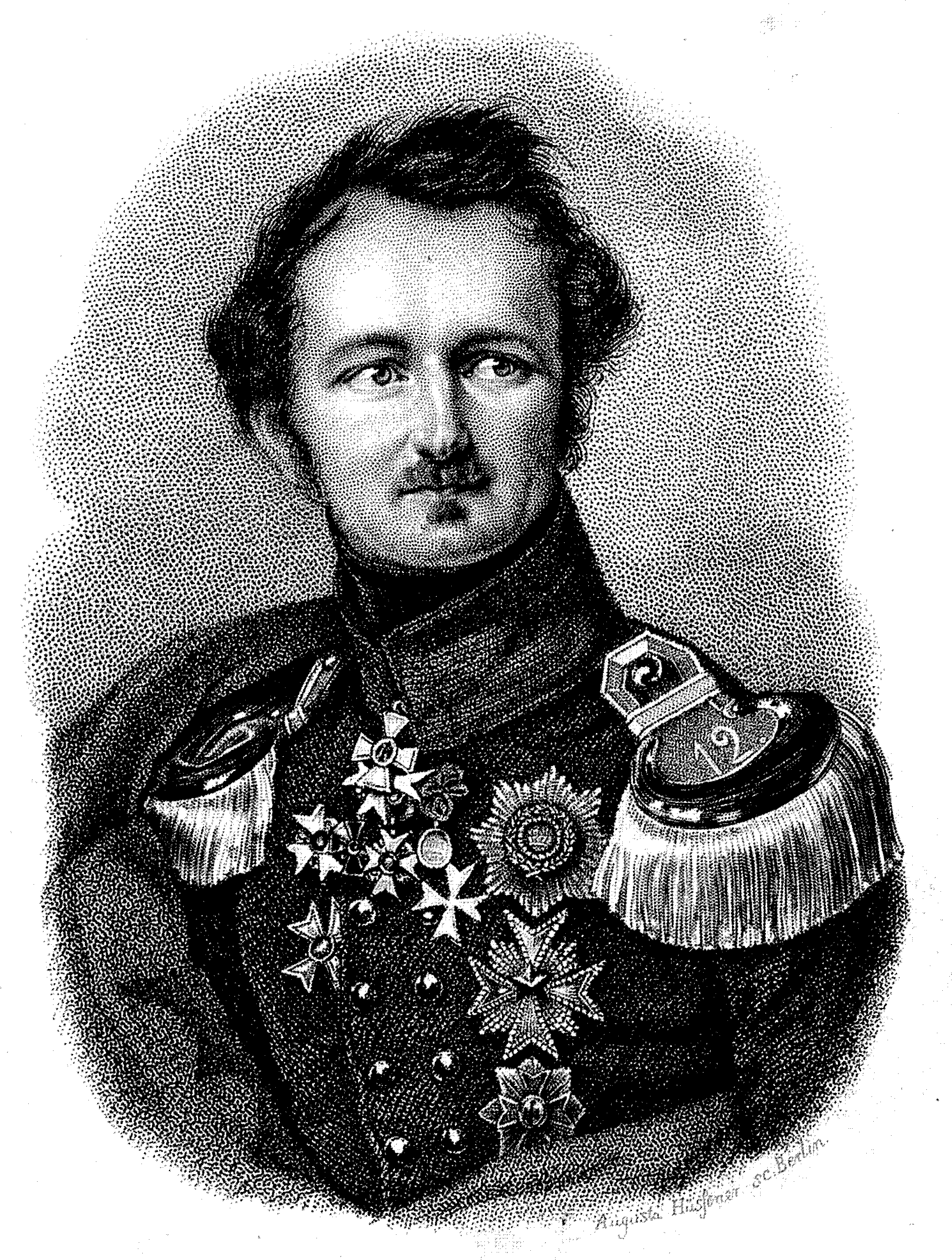
Hermann von Pückler-Muskau

Pückler was tot de opheffing van de Duitse adel in 1919 de naam van een hoogadellijke Duitse familie.
De familie Pückler is afkomstig uit Silezië, waar in 1334 Nicolas Pokeler te Türpitz (bij Brieg) wordt vermeld. Omstreeks 1488 werd Groditz (bij Oppeln) verworven.
Op 5 maart 1655 werd Pückler verheven tot Boheems vrijheer Pöckeler van Groditz.
Frans Karel (1648-1708) huwde Anna Cordula van Kresser (overleden in 1663). Door dit huwelijk erfde hij omstreeks 1690 Burg Farnbach, Brunn en Tanzenhaidt in Franken. Hij werd daarmee de stamvader van de oudste en belangrijkste tak. Zijn jongere broer bleef in Silezië en was de stichter van de Silezische tak.

## De Frankische tak
Op 10 mei 1690 werd Frans Karel verheven tot graaf van het Heilige Roomse Rijk en op 5 november 1691 tot Boheems graaf.
Op 7 april 1740 werd graaf Pückler toegelaten tot de bank van de Frankische rijksgraven in de Rijksdag. Omdat Burgfarnbach, etc. tot de Rijksridderschap behoorden konden ze niet dienen als het vereiste rijksvrije gebied voor een volwaardige zetel. De graaf had daarom in de Rijksdag de status van personalist.
Graaf Christiaan (1705-1786) huwde met Carolina Christina van Löwenstein-Wertheim. Daardoor kwam hij in 1784 in het bezit van een deel van het graafschap Limpurg, namelijk één-zesde deel van het ambt Ober-Sontheim.
Hun zoon Frederik Filips Karel (1740-1811) huwde Anna Christina Elizabeth van Welz. Daardoor kwam hij in 1765 in het bezit van nog een deel van het graafschap Limpurg, namelijk Sontheim-Gaildorf.
De Frankische tak van Pückler nam daarop de naam Pückler-Limpurg aan.
Het graafschap Limpurg werd in 1806 gemediatiseerd en viel sindsdien onder de soevereiniteit van het koninkrijk Württemberg. De rijksridderlijke bezittingen werden in 1806 door het koninkrijk Beieren ingelijfd.

## De Silezische tak
De Silezische linie werd gesticht door August Sylvius von Pückler (1657-1748). Zijn zoon Erdmann I (1687-1742) stichtte de Lausitzer tak van het geslacht. Diens achterkleinzoon, de tuinarchitect en schrijver Hermann von Pückler-Muskau (1785-1871), erfde van zijn moeder, een gravin von Callenberg, de heerlijkheid Muskau en werd in 1822 in de vorstenstand verheven. August Sylvius' achterkleinzoon Erdmann III (1792-1869) was van 1858 tot 1862 Pruisisch minister van Landbouw.
Alt-Leiningen-Westerburg · Arenberg · Auersperg · Bentheim-Steinfurt · Bentheim-Tecklenburg · Bentinck · Bömmelberg · Bretzenheim · Castell-Castell · Castell-Rüdenhausen · Colloredo-Mannsfeld · Croÿ · Dietrichstein · Erbach-Erbach · Erbach-Fürstenau · Erbach-Schönberg · Esterházy · Fürstenberg · Fugger-Babenhausen · Fugger-Glött · Fugger-Kirchberg · Fugger-Kirchheim · Fugger-Nordendorf · Harrach · Hohenlohe-Ingelfingen · Hohenlohe-Kirchberg · Hohenlohe-Langenburg · Hohenlohe-Öhringen · Hohenlohe-Schillingsfürst · Hohenlohe-Waldenburg-Bartenstein · Hohenlohe-Waldenburg-Jagstberg · Hohenlohe-Waldenburg-Schillingsfürst · Isenburg-Birstein · Isenburg-Büdingen · Isenburg-Philippseich · Kaunitz-Rietberg · Khevenhüller-Metsch · Königsegg-Aulendorf · Kuefstein · Leiningen · Leiningen-Billigheim · Leiningen-Neudenau · Leyen · Limburg-Stirum · Lobkowitz · Löwenstein-Wertheim-Freudenberg · Löwenstein-Wertheim-Rosenberg · Looz-Corswarem · Metternich-Winneburg · Neipperg · Neu-Leiningen-Westerburg · Oettingen-Spielberg · Oettingen-Wallerstein · Ortenburg · Ostein · Pappenheim · Platen-Hallermund · Plettenberg-Wittem · Pückler und Limpurg · Quadt-Wykradt-Isny · Rechberg und Rothenlöwen · Rechteren-Limpurg · Rosenberg-Orsini · Salm-Horstmar · Salm-Kyrburg · Salm-Reifferscheidt-Krautheim und Dyck · Salm-Reifferscheidt-Raitz · Salm-Salm · Sayn-Wittgenstein-Berleburg · Sayn-Wittgenstein-Hohenstein · Schaesberg · Schlitz genannt von Görtz · Schönborn · Schönborn-Buchheim · Schönborn-Wiesentheid · Schönburg-Glauchau · Schönburg-Hartenstein · Schönburg-Waldenburg · Schwarzenberg · Sinzendorf · Solms-Braunfels · Solms-Hohensolms-Lich · Solms-Laubach · Stadion-Tannhausen · Stadion-Warthausen · Starhemberg · Sternberg-Manderscheid · Stolberg-Roßla · Stolberg-Stolberg · Stolberg-Wernigerode · Thurn und Taxis · Toerring · Trauttmansdorff-Weinsberg · Waldbott-Bassenheim · Waldburg-Wolfegg und Waldsee · Waldburg-Zeil · Waldburg-Zeil-Wurzach · Waldeck-Limpurg · Wallmoden-Gimborn · Wartenberg-Roth · Wied-Neuwied · Wied-Runkel · Windisch-Graetz · Wurmbrand-Stuppach